# Charles Hallahan
Charles John Hallahan (Philadelphia (Pennsylvania), 29 juli 1943 – Los Angeles, 25 november 1997) was een Amerikaans acteur.

## Biografie
Hallahan heeft gestudeerd aan de Rutgers-universiteit in New Jersey en daarna ging hij studeren aan de Temple Universiteit in Philadelphia en haalde daar in 1972 zijn master in kunst.
Hallahan begon in 1974 met acteren in de televisieserie Great Performances. Hierna heeft hij nog meerdere rollen gespeeld in televisieseries en films zoals The Paper Chase (1978-1979), The Thing (1982), Fatal Beauty (1987), Hunter (1986-1991), Grace Under Fire (1993-1994), Executive Decision (1996), Gargoyles (1995-1996) en Dante's Peak (1997).
Hallahan was van 1970 tot en met 1974 getrouwd. In 1983 was hij opnieuw getrouwd, en heeft hieruit twee kinderen. Op 25 november 1997 is hij gestorven aan de gevolgen van een hartstilstand en is begraven in Cobh in Ierland, dit omdat zijn grootouders hiervandaan kwamen.

## Filmografie

### Films
Selectie:
- 1978 A Death in Canaan – als Sebastian
- 1982 Monsignor - als aartsbisschop
- 1982 The Thing – als Vance Norris
- 1983 Silkwood – als Earl Lapin
- 1983 Twilight Zone: The Movie – als Ray
- 1983 Two of a Kind – als aartsbisschop
- 1985 Pale Rider – als McGill
- 1987 Fatal Beauty – als hulpsheriff Getz
- 1993 Body of Evidence – als dr. McCurdy
- 1993 Dave – als politieagent
- 1994 Roswell – als oudere piloot MacIntere
- 1996 Executive Decision – als generaal Sarlow
- 1996 The Fan – als Coop
- 1997 Dante's Peak – als Paul Dreyfus

### Televisieseries
Uitgezonderd eenmalige gastrollen.
- 1995 – 1996 Gargoyles – als Travis Marshall (stem) – 11 afl.
- 1996 Almost Perfect – als Tom Ryan – 2 afl.
- 1995 – 1996 Sisters – als William Griffin sr. – 2 afl.
- 1995 Coach – als Charles W. Kisley – 2 afl.
- 1993 – 1994 Grace Under Fire – als Bill Davis – 23 afl.
- 1993 Wild Palms – als Gavin Whitehope – 2 afl.
- 1986 – 1991 Hunter – als kapitein Charles Devane – 110 afl.
- 1981 Hill Street Blues – als Charlie Weeks – 2 afl.
- 1978 – 1979 The Paper Chase – als Ernie – 16 afl.

- Biblioteca Nacional de España: XX1298819
- Bibliothèque nationale de France: cb140218802 (data)
- International Standard Name Identifier: 0000 0001 1948 8243
- Library of Congress Control Number: no98100750
- Système universitaire de documentation: 159823013
- Virtual International Authority File: 39575649
- WorldCat: E39PBJjmTpR3FKQyf7crpx94bd